# Trachinotus cayennensis
Trachinotus cayennensis är en fiskart som beskrevs av Cuvier 1832. Trachinotus cayennensis ingår i släktet Trachinotus och familjen taggmakrillfiskar. Inga underarter finns listade i Catalogue of Life.